# Танець Серця
«Танець серця» — третій офіційний студійний альбом українського фолк-метал гурту Тінь Сонця, який був презентований у Києві 2 квітня 2011. Запис, аранжування та зведення відбувалося на студіях Soncesvit-studio та White Studio. Офіційним видавцем альбому на компакт-дисках виступив продюсерський центр Наш Формат. На обкладинці диску зазначено, що альбом записано за сприяння ВО «Свобода».

## Про альбом
Про запис нового альбому командою стало відомо ще восени 2010.
2 квітня 2011, в культурно-мистецькому центрі Національного університету «Києво-Могилянської Академії» відбувся концерт гурту, на якому відбулася презентація нового альбому. Варто відзначити, що серед нових композицій гурт також виконав пісню «Збої», автором слів якої є український письменник Сергій Пантюк, проте ця композиція увійде лише в наступний повноформатний альбом гурту «Грім в ковальні Бога», що вийде у 2014.
Акустична версія пісні «У цьому полі, синьому як льон» раніше вже вийшла на сольному альбомі Сергія Василюка, що має назву «Сховане обличчя», а до цього альбому увійшла версія, що подана у більш роковій манері. Слова цієї композиції належать українському письменнику Василю Стусу.
На пісню «Місяцю мій» було відзнято музичний відеокліп, режисером та сценаристом якого став Анатолій Попель.

## Список композицій
| Стандартне видання        | Стандартне видання              | Стандартне видання                 | Стандартне видання                 | Стандартне видання |
| #                         | Назва                           | Автор слів                         | Автор музики                       | Тривалість         |
| ------------------------- | ------------------------------- | ---------------------------------- | ---------------------------------- | ------------------ |
| 1.                        | «Дорога в ліс»                  | Сергій Василюк                     | Сергій Василюк                     | 6:40               |
| 2.                        | «Золотослов»                    |                                    | Іван Лузан                         | 3:34               |
| 3.                        | «Хрестини вовкулаки»            | Олексій Василюк Сергій Василюк     | Сергій Василюк                     | 5:25               |
| 4.                        | «Місяцю мій»                    | Сергій Василюк                     | Сергій Василюк                     | 5:26               |
| 5.                        | «По вранішній зорі»             | Олексій Василюк                    | Олексій Василюк                    | 3:31               |
| 6.                        | «Козача могила»                 | Костянтин Науменко, Сергій Василюк | Костянтин Науменко, Сергій Василюк | 7:56               |
| 7.                        | «У цьому полі, синьому як льон» | Василь Стус                        | Сергій Василюк                     | 1:48               |
| 8.                        | «Сонця літ»                     | Сергій Василюк                     | Сергій Василюк                     | 4:18               |
| 9.                        | «Перша квітка»                  | Сергій Василюк                     | Сергій Василюк                     | 4:43               |
| 10.                       | «Схована у мріях»               | Сергій Василюк                     | Сергій Василюк                     | 2:54               |
| 11.                       | «Тінь Сонця»                    | Іван Лузан                         | Іван Лузан                         | 4:12               |
| Загальна тривалість 50:27 |                                 |                                    |                                    |                    |

| Бонусні треки             | Бонусні треки                     | Бонусні треки                     | Бонусні треки  | Бонусні треки |
| #                         | Назва                             | Автор слів                        | Автор музики   | Тривалість    |
| ------------------------- | --------------------------------- | --------------------------------- | -------------- | ------------- |
| 12.                       | «Шлях у лес» (білоруською)        | Вітаўт Мартиненка, Сергій Василюк | Сергій Василюк | 6:40          |
| 13.                       | «Місяцю мій» (радіо-версія)       | Сергій Василюк                    | Сергій Василюк | 3:46          |
| 14.                       | «Місяцю мій» (музичний відеокліп) |                                   |                | 3:49          |
| Загальна тривалість 64:42 |                                   |                                   |                |               |

## Учасники запису
У записі альбому взяли участь:
| - Сергій Василюк — вокал, акустична гітара (треки 5, 7-9) - Іван Лузан — бандура, клавішні (треки 5, 9-11), гітара (трек 9), вокал (трек 4) - Андрій Хаврук — гітара, клавішні (треки 4 та 7), сопілка (треки 2 та 5) - Володимир Хаврук — барабани - Софія Рогальська — скрипка - Микола Лузан — гітара - Іван Григоряк — бас | - Наталія Данюк — вокал (треки 5 та 10) - Станіслав Семілєтов — гітара (треки 1-6, 9) - Ольга Мільграндт — віолончель (трек 6) |